# Eublemma savour
Eublemma savour är en fjärilsart som beskrevs av Emilio Berio 1950. Eublemma savour ingår i släktet Eublemma och familjen nattflyn. Inga underarter finns listade i Catalogue of Life.